# Gustav Fechner
Gustav Theodor Fechner (/ˈfɛxnər/; tiếng Đức: [ˈfɛçnɐ]; 19 tháng 4 năm 1801 - 18 tháng 11 năm 1887)  là một nhà tâm lý học thực nghiệm, triết gia và nhà vật lý người Đức. Là người tiên phong đầu tiên trong tâm lý học thực nghiệm và người sáng lập tâm lý học, ông đã truyền cảm hứng cho nhiều nhà khoa học và triết gia thế kỷ 20. Ông cũng có công trong việc chứng minh mối quan hệ phi tuyến tính giữa cảm giác tâm lý và cường độ vật lý của một kích thích thông qua công thức: {\displaystyle S=K\ln I}, được biết đến như là định luật Weber-Fechner.

## Tuổi thơ và sự nghiệp khoa học
Fechner được sinh ra tại Groß Särchen, gần Muskau, ở Lusatia Hạ, nơi cha anh là một mục sư. Mặc dù được nuôi dạy bởi người cha tôn giáo của mình, Fechner đã trở thành người vô thần trong cuộc sống sau này. Ông được giáo dục đầu tiên tại Sorau (nay là ary ở Tây Ba Lan).
Năm 1817, ông học ngành y tại Medizinische Akademie Carl Gustav Carus  ở Dresden và từ năm 1818 tại Đại học Leipzig, nơi mà ông đã dành phần còn lại của cuộc đời mình. Ông lấy bằng tiến sĩ tại Leipzig năm 1835.
Năm 1834, ông được bổ nhiệm làm giáo sư vật lý tại Leipzig. Nhưng vào năm 1839, ông mắc phải chứng rối loạn mắt trong khi nghiên cứu các hiện tượng về màu sắc và thị giác, và sau nhiều đau khổ, đã từ chức. Sau đó, hồi phục, Fechner  chuyển sang nghiên cứu về tâm trí và mối quan hệ của nó với cơ thể, giảng bài công khai về các chủ đề được giải quyết trong sách của mình. Trong khi nằm trên giường, Fechner có cái nhìn sâu sắc về mối quan hệ giữa cảm giác tinh thần và cảm giác vật chất. Cái nhìn sâu sắc này đã được chứng minh là có ý nghĩa trong sự phát triển của tâm lý học vì bây giờ đã có một mối quan hệ định lượng giữa thế giới tinh thần và thể chất.

## Tác phẩm
- Praemissae ad theoriam organismi generalem ("Advances in the general theory of organisms") (1823).
- (Dr. Mises) Stapelia mixta (1824). Internet Archive (Harvard)
- Resultate der bis jetzt unternommenen Pflanzenanalysen ("Results of plant analyses undertaken to date")  (1829). Internet Archive (Stanford)
- Maassbestimmungen über die galvanische Kette (1831).
- (Dr. Mises) Schutzmittel für die Cholera ("Protective equipment for cholera") (1832). Google (Harvard) — Google (UWisc)
- Repertorium der Experimentalphysik (1832). 3 volumes.
  - Volume 1. Internet Archive (NYPL) — Internet Archive (Oxford)
  - Volume 2. Internet Archive (NYPL) — Internet Archive (Oxford)
  - Volume 3. Internet Archive (NYPL) — Internet Archive (Oxford)
- (ed.) Das Hauslexicon. Vollständiges Handbuch praktischer Lebenskenntnisse für alle Stände (1834–38). 8 volumes.
- Das Büchlein vom Leben nach dem Tode (1836).6th ed., 1906. Internet Archive (Harvard) — Internet Archive (NYPL)
  - (bằng tiếng Anh) On Life After Death (1882). Google (Oxford) — IA (UToronto) 2nd ed., 1906. Internet Archive (UMich) 3rd ed., 1914. IA (UIllinois)
  - (bằng tiếng Anh) The Little Book of Life After Death (1904). IA (UToronto) 1905, Internet Archive (UCal) — IA (Ucal) — IA (UToronto)
- (Dr. Mises) Gedichte (1841). Internet Archive (Oxford)
- Ueber das höchste Gut ("Concerning the Highest Good") (1846). Internet Archive (Stanford)
- (Dr. Mises) Nanna oder über das Seelenleben der Pflanzen (1848).2nd ed., 1899.3rd ed., 1903. Internet Archive (UMich) 4th ed., 1908. Internet Archive (Harvard)
- Zend-Avesta oder über die Dinge des Himmels und des Jenseits (1851). 3 volumes.3rd ed., 1906. Google (Harvard)
- Ueber die physikalische und philosophische Atomenlehre (1855).2nd ed., 1864. Internet Archive (Stanford)
- Professor Schleiden und der Mond (1856). Google (UMich)
- Elemente der Psychophysik (1860). 2 volumes.Volume 1. Google (ULausanne) Volume 2. Internet Archive (NYPL)
- Ueber die Seelenfrage  ("Concerning the Soul") (1861). Internet Archive (NYPL) — Internet Archive (UCal) — Internet Archive (UMich) 2nd ed., 1907. Google (Harvard)
- Die drei Motive und Gründe des Glaubens ("The three motives and reasons of faith") (1863). Google (Harvard) — Internet Archive (NYPL)
- Einige Ideen zur Schöpfungs- und Entwickelungsgeschichte der Organismen (1873). Internet Archive (UMich)
- (Dr. Mises) Kleine Schriften (1875). Internet Archive (UMich)
- Erinnerungen an die letzen Tage der Odlehre und ihres Urhebers (1876). Google (Harvard)
- Vorschule der Aesthetik (1876). 2 Volumes. Internet Archive (Harvard)
- In Sachen der Psychophysik (1877). Internet Archive (Stanford)
- Die Tagesansicht gegenüber der Nachtansicht (1879). Google (Oxford) 2nd ed., 1904. Internet Archive (Stanford)
- Revision der Hauptpuncte der Psychophysik (1882). Internet Archive (Harvard)
- Kollektivmasslehre (1897). Internet Archive (NYPL)